# Berthold Delbrück
Berthold Gustav Gottlieb Delbrück  (Putbus, 26 de julio de 1842; Jena, 3 de enero de 1922) fue un lingüista alemán que se dedicó al estudio de la sintaxis comparativa de las lenguas indoeuropeas.

## Primeros años de vida
Delbrück nació en Putbus. Estudió en las universidades de Halle y Berlín, obteniendo su doctorado en Halle en 1863. En 1870 sucedió a August Leskien como profesor asociado en la Universidad de Jena, donde en 1873 fue nombrado profesor titular de sánscrito y lingüística comparada.

## Trabajo profesional

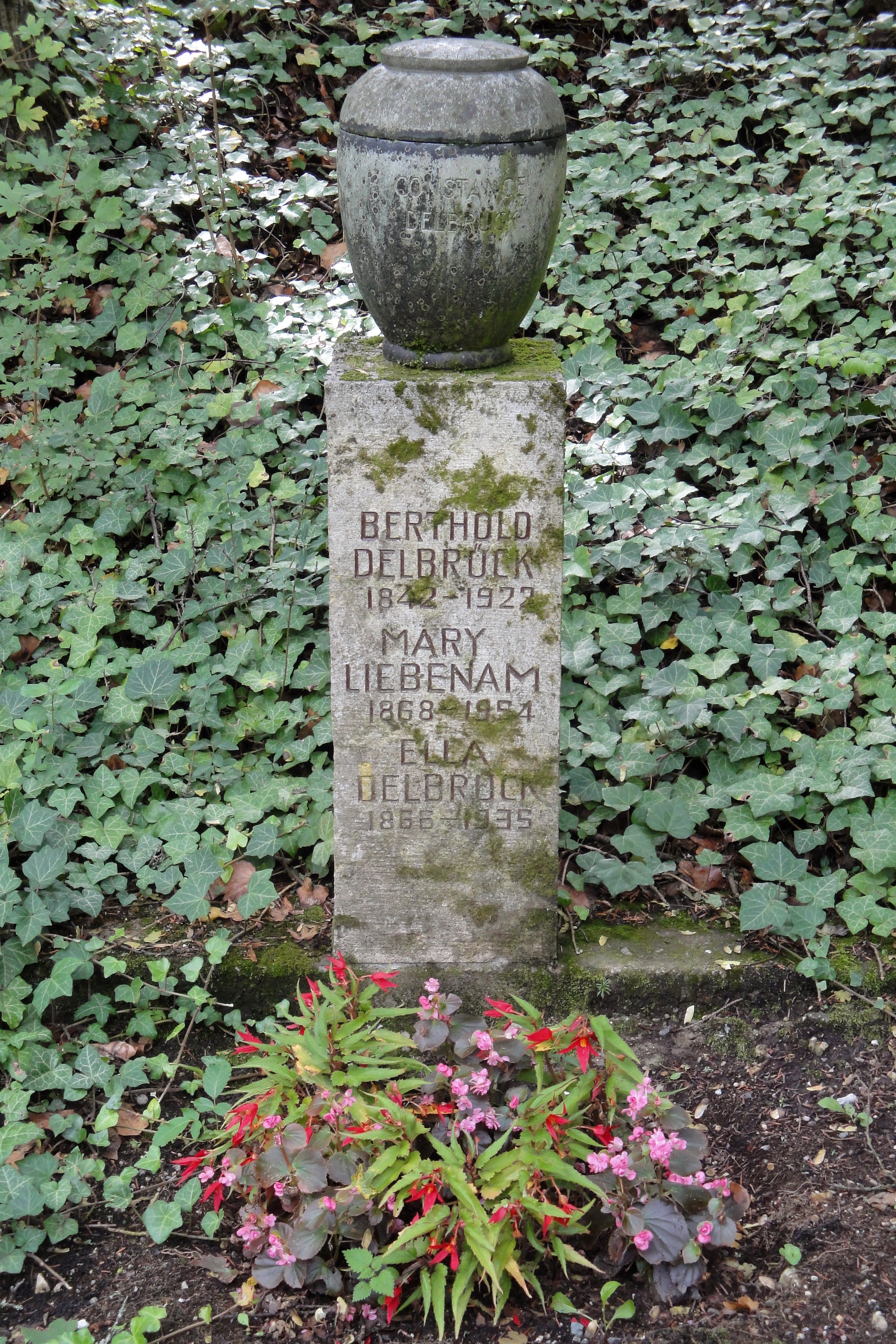

En 1871, publicó un estudio sobre los modos subjuntivo y optativo en sánscrito y griego, que fue el primer tratamiento exhaustivo y metódico de un problema en sintaxis comparada. Su gran logro, sin embargo, fue la preparación de los volúmenes iii, iv y v sobre sintaxis titulados Vergleichende Syntax der indogermanischen Sprachen in Grundriß der vergleichenden Grammatik der indogermanischen Sprachen ("Esquema de la Gramática Comparada de las Lenguas Indoeuropeas"), publicados en Estrasburgo entre 1893 y 1900 por Delbrück y Karl Brugmann. Falleció en Jena, a la edad de 79 años.

## Obras
Además de las obras mencionadas, escribió:
- Grundfragen der Sprachforschung (1901).
- Einleitung in das Sprachstudium (3.ª edición, 1893; traducción al inglés: Introducción al estudio del lenguaje (1882).
- Syntaktische Forschungen, vols. yo.–v. (1871–88); con Ernst Windisch.[3]